# Enchophora tuberculata
Enchophora tuberculata är en insektsart som beskrevs av Olivier 1791. Enchophora tuberculata ingår i släktet Enchophora och familjen lyktstritar.
Artens utbredningsområde är Peru. Inga underarter finns listade i Catalogue of Life.